# 幻想三国志
《幻想三国誌》是宇峻科技开发的电子角色扮演游戏，在中国大陆由寰宇之星代理發行简体中文版，分别於2003年6月24日和27日在台湾和中国大陆发布。
本作主打的歷史事件為《赤壁之戰》。
本作標語：『前世的因，今生的果；永恆、無悔、痴心、愛戀，打破時空浪漫戀情』

## 故事情节
游戏以三国时代和远古时代的黄帝、炎帝和蚩尤之间的抗衡为背景。主角姬轩的父母姬風、姜秀在八年前神秘失踪，于是由徐庶与其妹妹徐虹收养，照顾姬轩与姬霜。两姐弟原本生活纯朴，但有一天突然发生一场莫名的追杀，从此他们就卷入了三国乱世以及远古时代的宿命纠葛。

## 角色介紹

### 主要角色
姬轩
字伯雅，故事男主角。為姬風與姜秀之子，夫婦倆於蚩尤復活事件失蹤後，徐庶兄妹扶養成人。个性温良聪颖，喜讀兵書，能文能武。前生为黄帝的部下風后。
姬霜
字羽鳳，故事女主角，与姬轩是无血缘关系的姐姐，肩负照顾和保护姬轩的责任。真实身份是曹操庶女，因其太陰之女的身分，被視為不祥，而於出生之時遭拋棄。前生为炎帝的女儿凤曦。
貂芷
字芸真，貂蝉与吕布的女儿。呂布死後與其母隱居於隆中，於亂世英雄會中敗給姬軒，因誇下敗戰即嫁之豪語，為履行婚約而同行。視劉備與曹操為殺父仇人。
糜香
因战乱自小成为孤儿，被諸葛亮收养成为其贴身婢女。為天女一族之後。
燕起
漂泊各国、四海为家的流浪刀客。未婚妻蓮兒死于流民之手，对长相与未婚妻相似的虞冰一见钟情。曾受過周瑜之恩，與神意派掌門狂酒笑十八為酒友。擊殺蚩尤後，與虞冰兩人共同重組天若宮。
虞冰
天若宫高层弟子，代執法。與燕起已故之未婚妻蓮兒長相神似。擊殺蚩尤後，與燕起兩人共同重組天若宮。
百玥
千年白狐精所化，愛心筆三人組的大姊，与糜香情同姐妹。與姬軒產有一子，於蚩尤一戰中重傷，經葛玄之助，以九命魂轉術，以自身性命換取麋香之性命，自此魂飛魄散。
温青
饱读诗书、个性温文的长江富商之子。看似柔弱的他实为轩辕黄帝的转生，深爱着凤曦的转生姬霜。

## 繭印獸
為幻想三國志系列所特有之系統，類同於軒轅劍參外傳 天之痕之符鬼系統。共分為『赤印』、『闇印』及『藏印』三種。

### 赤印
主司力量及飛翔，以攻擊為主體。
- 文鸞，仙界的珍鳥，吉祥的象徵。傳聞雙翼全張時全長三十尺。於飛行時會流曳出五色彩光，促進萬物生長而得豐收。[3]
- 狙如，惡魔翅膀、血紅雙眼，個性殘暴擁有強大破壞力。所到之處無不盡毀，人人避之唯恐不及。[3]
- 九狐，身體優美輕盈，擁有象徵不死與魅惑的九條尾巴，行事難以預料，好惡分明，一旦動怒，強悍魔力難以匹敵。[3]

### 藏印
主司法力及跳躍，以術法為主體。
- 光朐，以光為皮毛覆蓋全身，行動迅速，雙腿強而有力，擅長高速打擊。額上的如意眼，能使牠見到一般所看不到之事物。[3]
- 冥蟾，混身透出冰冷的死亡氣息，擅長間接攻擊及高等妖術，百姓視之為不祥的死亡象徵。頭上之角能匯聚冥間的邪氣，為其主要的力量來源。[3]
- 邪軍，外型如豹、具三尾，彷彿來自地獄的暗紫光芒籠罩全身、邪氣逼人，移動迅如鬼魅，頭上金色單瞳勾人魂魄，凡見者輕者失明、精神瘋癲，重者七孔流血、立下黃泉。[3]

### 闇印
主司防護及水性，以輔助為主體。
- 啻羅大蛟，民間傳說自天上下凡的深海大蛟，通體碧青，一翻身便足以令風雲變色，浪捲萬丈。[3]
- 延維，半人半蛇，為女媧一族之後裔，性好和平不善武力，然若引其發怒，則具有撼天之威。[3]
- 殤矍，生長於深海中的巨大神龜，因浮於海面上百年不動，其背甲部份形成了一座山島，更有人築群居於其上背。[3]

## 鳳凰誓
為《幻想三國志》之資料片，劇情自許都姬軒姊弟失散時開始，以姬霜為主角，講述在姬霜脫隊的期間所發生之事件。

### 主要角色
雷卞
姬霜之師傅，傳授姬霜招鬼術。明為蚩尤之助手，實為黃帝手下大將力牧之轉世。
紅夜
半人半鬼，百年前為某大官之次女，因意外而身亡，白樺以雙眼為代價，使之得以續命。
白樺
白樺樹樹精，因紅夜之要求，而已人形行走於世。百年前以雙目為代價換取紅夜之性命。因曾受曹仁之恩，而接下保護姬霜之任務，與之同行。

### 繭印獸
- 朱離，脾氣暴躁易怒，常為仙術道流所飼養，身上之毛銳利如刀劍，生氣時會以突刺展開攻擊。
- 烏妣，千年靈芝精，受經年累月的滋養下幻化成人形，喜用幻術喬裝成替身模樣來嚇唬人。
- 邑樞，泥土所製成的土偶機關人，外表溫和而呆楞。

## 游戏系统

### 画面
游戏使用卡通与山水画相结合的美术风格。

### 操作
游戏的战斗模式可自由设置为回合制或半即时制。战斗时敌我双方各站在一个5乘5的布阵图上，玩家可以学习和使用各种阵型。

## 主题曲和片尾曲
- 主题曲：〈永远的旋律〉，演唱：黃麗星 作詞：盧彥蓉 作曲：吳菁菁
- 片尾曲：〈尽头〉，演唱：蔡順鵬 作詞：盧彥蓉 作曲：吳菁菁

## 外部連結
官方网站